# S.T.A.L.K.E.R.: Clear Sky
S.T.A.L.K.E.R.: Clear Sky ist ein Computerspiel, das Elemente von Ego-Shooter und Computer-Rollenspiel verbindet und im Spätsommer 2008 erschien. Es ist das Prequel zu S.T.A.L.K.E.R.: Shadow of Chernobyl und wurde wie dieses von dem ukrainischen Spieleentwickler GSC Game World entwickelt.

## Handlung
Die fiktive Story knüpft an die Katastrophe von Tschernobyl im Jahre 1986 an. 2006 ereignete sich demnach eine erneute Explosion im Sarkophag des vierten Blocks des stillgelegten Kernkraftwerks. Dadurch wurde die Umgebung – im Spiel Die Zone genannt – nachhaltig verändert. Die Handlung setzt vor der Handlung des zuvor erschienenen S.T.A.L.K.E.R.: Shadow of Chernobyl ein.
Der Spieler schlüpft in die Rolle eines Söldners namens Narbe (in der englischen Version „Scar“) und erhält von den Wissenschaftlern der Fraktion Clear-Sky den Auftrag, den Stalker Strelok (die Hauptperson des ersten Teils) daran zu hindern, das Zentrum der Zone zu erreichen. Die Wissenschaftler befürchten, das Betreten der unmittelbaren Umgebung des Sarkophags würde eine erneute große Explosion auslösen.
Zunächst muss der Spielercharakter jedoch der Fraktion Clear-Sky zum Sieg verhelfen, um dann in andere Gebiete der Zone vorstoßen zu können. Dort trifft Narbe nach und nach auf weitere Fraktionen und einzelne Charaktere. Für diese sind verschiedene Aufgaben zu bewältigen, um bestimmte Belohnungen in Form von Gegenständen, Informationen oder Geld zu erhalten. Nach und nach gelangt der Spielercharakter auf die Spur Streloks und kann diesem durch die Zone folgen. Schließlich kann er Strelok kurz vor dem Ort Limansk einholen, jedoch wird Narbe von einigen Angreifern aufgehalten während Strelok durch einen Tunnel entflieht, welchen er hinter sich sprengt. Narbe bleibt nur der Weg über eine von Gegnern bewachte Brücke, welche gemeinsam mit der Clear-Sky-Fraktion freigekämpft wird.
Danach durchquert der Spielercharakter den Ort Limansk und das verlassene Krankenhaus, wobei die Anzahl der zu überwindenden Gegner ständig zunimmt. Schließlich wird der Sarkophag erreicht. Hier trifft Narbe nach weiteren Gefechten endlich auf Strelok, dessen Schutzschirm deaktiviert werden soll. Allen Planungen zum Trotz ereignet sich jedoch, wie von den Wissenschaftlern befürchtet, ein erneuter Ausbruch anomaler Energien, welcher Narbe tötet.

## Spielprinzip

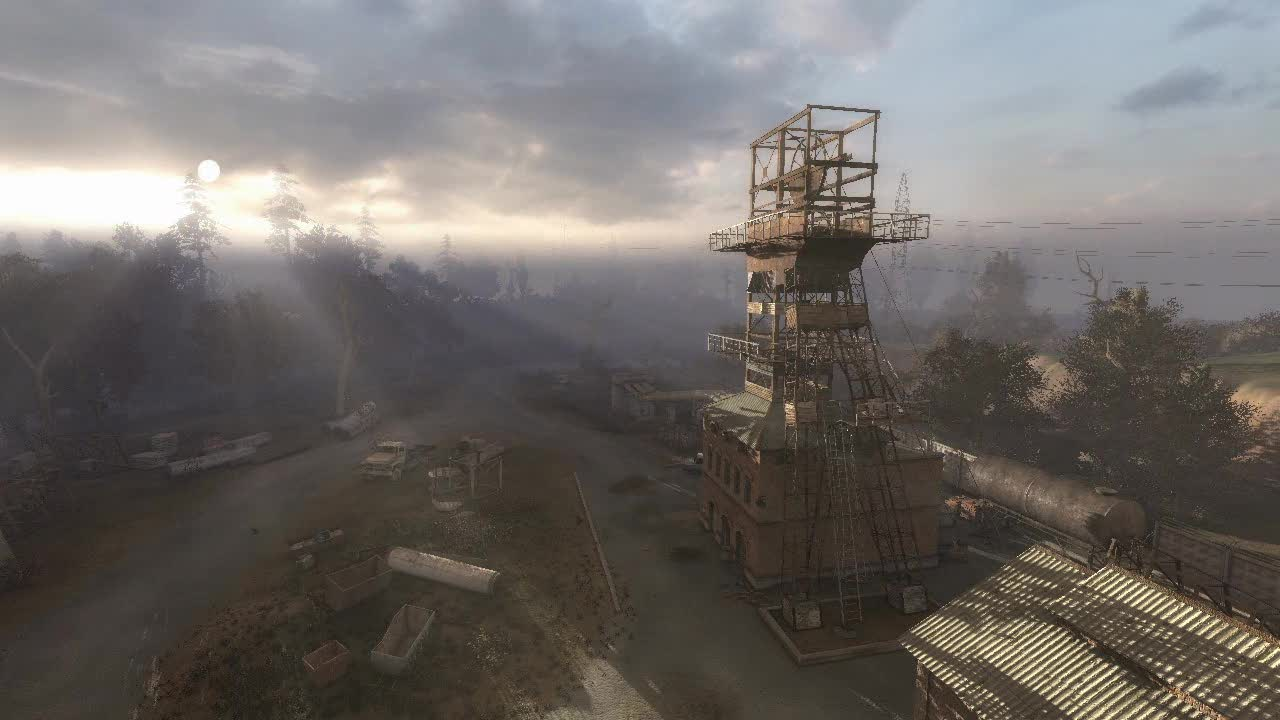
Screenshot

Das Gameplay ist an das des Vorgängers Shadow of Chernobyl angelehnt. Dem Spieler wird eine große Handlungsfreiheit eingeräumt. So kann er sich vier von mindestens elf Fraktionen anschließen und diese zum Sieg über andere Fraktionen führen, was jedoch keinen Einfluss auf den weiteren Verlauf der Geschichte hat.
Wie in Shadow of Chernobyl ist die Spielwelt weitestgehend frei erkundbar und insgesamt größer und detailreicher als die des Vorgängers: Fünf neue Gebiete kamen hinzu und acht alte wurden überarbeitet. Weiterhin können nun längere Wege zwischen Regionen, meist gegen Bezahlung, mit Ortskundigen überbrückt werden.
In der Sperrzone von Tschernobyl haben sich viele verschiedene Anomalien gebildet, welche Artefakte produzieren, die der Spieler aufsammeln und verkaufen oder auch an seinem Gürtel tragen kann, um diverse Boni zu genießen.
Der Spieler kann mit anderen Stalkern interagieren, wie etwa Reden und Handeln. In der Zone versorgen Händler den Spieler gegen Geld mit Waffen, Munition und weiterer Ausrüstung. In den Lagern mancher Fraktionen bieten Mechaniker die Reparatur und Aufrüstung von Waffen und Anzügen an.
Im Gegensatz zum Vorgänger-Spiel leidet der Spielercharakter keinen Hunger. Der Gebrauch von Nahrung erhöht lediglich die Gesundheit. Energy-Drinks erhöhen temporär die Ausdauer, was in Flucht-Situationen von Nutzen sein kann. Neben Schaden durch Waffeneinwirkungen kann die Gesundheit auch durch Umwelteinflüsse beeinträchtigt werden. Dazu gehören Hitze, Gift und selbstverständlich Radioaktivität. Der Widerstand gegen jede mögliche Umwelteinwirkung wird individuell durch die Ausrüstung des Spielercharakters bestimmt. Radioaktivität verbleibt auch nach dem Verlassen eines verstrahlten Gebietes im Körper, kann jedoch medikamentös behandelt werden.
Neben Menschen bevölkern mutierte Tiere und Humanoide sowie Zombies die Spielwelt. So sorgen mutierte Wildschweine, blinde Hunde mit einem sechsten Sinn oder schlichte Perversitäten, welche beispielsweise als „Fleisch“ (englisch „Flesh“) bezeichnet werden, für eine ständige Bedrohung.

## Technik
In Clear Sky kommt die von GSC entwickelte X-Ray-Engine in der Version 1.5 zum Einsatz. Diese unterstützt nun gegenüber dem Vorgänger weitere Effekte wie Volumetric lighting, in DirectX-10-Umgebungen (ab Windows Vista) auch weitere Grafikeffekte wie volumetrischen Rauch. In dieser Umgebung wird nun auch Antialiasing unterstützt, das bei der DX-9-Version und beim Vorgänger u. a. aus Performance-Gründen nicht nutzbar war.

## Wertungen
Erste Tests in den Spiele-Magazinen PC Games und Gamestar verliefen teils negativ, da die frühen getesteten Versionen aufgrund von Bugs häufig abstürzten. Durch „Community-Patches“, also von Spielern selbst erstellte Fehlerkorrekturen, wurden etliche Quellen von Abstürzen beseitigt. Mit dem Patch 1.5.04 lieferte der Hersteller eine Woche nach Erscheinen selbst eine deutlich stabilere Version. Gameswelt und Eurogamer warnen ebenfalls vor den Fehlern und bewerten das Spiel mit 72 % respektive 70 %. Ende September brachte GSC Gameworld den Patch 1.5.05 heraus, der weitere Bugs behob und kleinere Verbesserungen brachte. Der Spielverlauf wurde jedoch geändert, so dass Spielstände älterer Programmversionen nicht kompatibel sind. Weitere Versionen folgten, zuletzt 1.5.10.